# Polupelagijanstvo
Polupelagijanstvo, Semipelagijanizam ili semipelagijanstvo je izraz kojim se opisuje kršćanska soteriološka doktrina koja pokušava napraviti kompromis između nauka o predodređenju i pelagijanskog nauka o tome da čovjekovo spasenje ovisi isključivo o njegovoj slobodnoj volji. Semipelagijancima u tu svrhu služi razlikovanje nastanka vjere i jačanja vjere; za nastanak vjere je nužna slobodna volja svakog vjernika; dok jačanje vjere ovisi o Božjoj milosti. Taj je koncept Katolička crkva proglasila heretičkim na Drugom saboru u Orangeu 529.
Sam izraz "semipelagijanizam" se prvi put počeo rabiti od strane kršćanskih teologa krajem 16. stoljeća.

## Vanjske poveznice
- Elwell Evangelical Dictionary Definition of Semi-Pelagianism  Arhivirana inačica izvorne stranice od 26. rujna 2011. (Wayback Machine)